# Der Glücksbringer
Der Glücksbringer (Original: Good Luck Chuck) ist eine kanadisch-amerikanische Komödie von Regisseur Mark Helfrich aus dem Jahr 2007.

## Handlung
Der Film beginnt mit einer Rückblende ins Jahr 1985. Zehnjährige Kinder spielen Sieben Minuten im Himmel, eine Variante des Flaschendrehens, bei der Jungen und Mädchen jeweils für sieben Minuten in einen großen Wandschrank gehen und dort miteinander machen dürfen, was sie wollen. Der zehnjährige Charles „Chuck“ Logan verweigert einem Gothic-Mädchen namens Anisha, die sagt, sie würde Chuck schon ewig lieben, den Kuss und auch, seinen Penis zu sehen. Rachsüchtig belegt ihn daraufhin die erboste Abgewiesene mit einem Fluch, der ihm Unglück in der Liebe bringen soll. Jede Frau, mit der er in Zukunft Geschlechtsverkehr haben wird, findet mit dem nächsten Partner den Mann fürs Leben.
25 Jahre später arbeitet Charlie als erfolgreicher Zahnarzt mit eigener Praxis. Als seine Ex-Freundinnen kurz nach Beendigung ihrer gemeinsamen Liebesbeziehung jeweils mit ihrem nächsten Date den Traumpartner finden, eilt ihm, zunächst von ihm unbemerkt, nach und nach der Ruf als „Glücksbringer“ voraus. Ledige Frauen sehen die Möglichkeit vollendetes Glück zu finden, indem sie einmal Sex mit ihm haben. Dies führt dazu, dass Charlie sich vor Verehrerinnen kaum retten kann, die aber andererseits keine längere Beziehung mit ihm eingehen wollen. Auf einer Hochzeitsfeier einer Verflossenen verliebt sich der Single in die tollpatschige Tierpflegerin Cam, die die Feierlichkeiten nach mehreren Missgeschicken abrupt verlässt.
Während ihrer Wochenendarbeit im Pinguin-Gehege des Tierparks rutscht Cam aus, als ihr bekiffter Bruder sie versehentlich mit einem Fisch bewirft und sie anschließend von einem Pinguin gefoult  wird. Sie bricht sich einen Zahn ab und kontaktiert Charlie, da am Wochenende kein Zahnarzt offen hat. Eine Bezahlung lehnt der Zahnmediziner vehement ab und fordert stattdessen ein gemeinsames Abendessen, das sie jedoch verweigert. Anschließend braucht sie aber gleich ein zweites Mal seine Hilfe, und zwar Starthilfe für ihren Wagen. Und dann muss sie sich auch noch von ihm zu ihrer Wohnung fahren lassen, da sie versehentlich ihren Autoschlüssel ins Auto gelegt und dieses dann geschlossen hat und sie ihren Zweitschlüssel von zuhause holen muss.
Cam lässt sich doch auf ein gemeinsames Abendessen ein. Das Date verläuft gut und langsam entwickelt sich eine Beziehung zwischen den beiden. Als Cam jedoch so weit ist, mit Charlie ins Bett zu gehen und ihn verführen will, erinnert Stu ihn telefonisch an den Fluch, der auf ihm lastet. Charlie droht auch Cam zu verlieren, wenn er mit ihr Sex hat. So rettet er sich aus der Situation, indem er nicht allzu überzeugend vortäuscht, einen Notfallanruf bekommen zu haben, und eilt aus dem Zimmer.
Die nächsten zwei Wochen tut er so, als wäre er stark erkältet, und hält nur per Telefon mit Cam Kontakt. Er will den Fluch auf die Probe stellen, dazu schläft er mit der abstoßendsten Frau, die er finden kann. Erst wartet er einige Zeit ab, ob sie einen Freund und Ehemann findet, als das nicht geschieht, stiftet er seinen Freund Stu dazu an, mit der Frau auszugehen, um zu testen, ob diese jetzt ein Paar werden. Während eines Telefonflirts mit seiner Liebe Cam ruft ihn Stu an und berichtet, dass er mit der hässlichen Frau ausgegangen wäre und sie nicht zusammengekommen sind, der Fluch also nicht wahr sein kann. Das beflügelt Charlie natürlich und er eilt zu Cam, wo die beiden nun endlich ihren Trieben nachgehen. Doch am nächsten Morgen sieht Charlie durch Zufall im Fernsehen die abstoßende Frau, wie sie mit einem Mann Hand in Hand durch die Straßen zieht. Sofort kontaktiert er Stu, der zugibt, dass er doch nicht mit der Frau ausgewesen ist. Charlie ist geschockt. Um dem Ganzen die Krone aufzusetzen, entdeckt er in Cams Kalender einen Termin mit einem gewissen George und hält es für ein Date. Schon glaubt er seine Liebe verloren.
In den nächsten Tagen verwöhnt er Cam über alles – er weckt sie mit einem Frühstück, das auf unzähligen Tellern auf dem ganzen Bett ausgebreitet ist, schickt ihr Unmengen von Blumen und Ballons in Herzform, eine A-cappella-Band und lässt sich im Pinguinkostüm in einer Geschenkschachtel in den Raum bringen. Cam fühlt sich daraufhin gestalkt und macht Schluss.
Chuck erinnert sich nun an Anisha und ihren Fluch. Er sucht ihre Adresse heraus, geht zu ihr – sie sieht gar nicht mehr wie ein Gothic aus und hat eine Tochter – und bittet sie inständig, den Fluch von ihm zu nehmen. Er zeigt ihr auch seinen Penis. Sie sagt, sie war nur ein Kind und wusste gar nicht so genau, was sie tat. Er könne seine Angebetete nur gehen lassen.
Und das tut Chuck. Er ruft sogar einen bekannten Pinguinwissenschaftler, Howard, an und arrangiert, dass er sich mit Cam trifft. Man sieht, wie sich die beiden treffen, er ist ebenso ungeschickt wie sie es ist, und man sieht sie zusammen im Pinguingehege Fotos von den Vögeln machen, wobei sie sich offenbar hervorragend verstehen.
Einige Zeit später sieht man Charlie, wie er in seinem Wohnzimmer bereits leicht heruntergekommen ein Videospiel mit Pinguinen spielt. Stu kommt ihn besuchen und erklärt, dass Cam an ebendiesem Tag mit Howard in die Antarktis fliegt. Erst sagt Charlie, dass er glücklich für Cam sei, aber dann reißt er sich aus seiner Lethargie; er rast zum Flughafen und kauft für viel Geld Tickets für beide Flüge, die in Richtung Antarktis gehen. Nachdem er Cam im ersten Flugzeug nicht gefunden hat, eilt er zum zweiten, wo er ihr seine Gefühle erklärt und erfährt, dass Howard, den Charlie verdächtigt hat, Cams „Traummann“ zu sein, in Wirklichkeit bereits verheiratet ist. Darauf sieht man Anisha mit einer Voodoo-Puppe von Chuck, dem sie eine Nadel aus dem Körper zieht. Nun kommen Charlie und Cam wieder zusammen.

## Soundtracks
1. I Was Zapped By The Lucky Super Rainbow – The Flaming Lips
2. Always The Same – Headway
3. Good Luck Chuck – The Dandy Warhols
4. Love It When You Call – The Feeling
5. Accident Prone – The Honorary Title
6. Good Weekend – Art Brut
7. You're Gonna Get It – Sharon Jones & The Dap-Kings
8. Hurry Up Let's Go – Shout Out Louds
9. Shut Me Out – Aidan Hawken
10. You Might Think – The Cars
11. Physical – Olivia Newton-John
12. Bela Lugosi's Dead –  Bauhaus

## Kritiken
Die Rezensionen fallen zum größten Teil negativ aus. Die Kritiker bemängeln das niedrige Niveau der Komödie, die zu sehr mit Sex zu punkten versuche. Positiv bewertet wird allenfalls Hauptdarstellerin Jessica Alba. Das Lexikon des internationalen Films sieht in dem Film eine als romantische Komödie getarnte postpubertäre, sexistisch aufgeheizte Klamotte von extremer Humorlosigkeit. Der Kritiker von Cinema attestiert Alba „eine passable Figur“, meint aber, dass „die Macher dieses Films […] angesichts ihrer scharfen Kurven das Drehbuchschreiben vergaßen“, so dass „lediglich eine zwischen dümmlich und unappetitlich pendelnde Sexklamotte“ herauskam. Das Webportal MSN beruft sich auf ein Zitat des Hauptdarstellers und schreibt: „Was Hauptdarsteller Dane Cook […] als ‚ein schmerzhaftes Vorspiel in Film-Länge‘ bezeichnet, tut dem Zuschauer tatsächlich ziemlich weh. Einzig die zauberhafte Hauptdarstellerin sorgt in dieser derben und leider auch über weite Strecken völlig unkomischen Sexkomödie für etwas Charme.“ Positiver fällt die Einschätzung von kino.de aus: „Eine originelle Beziehungskomödie mit starken romantischen Tendenzen hat der bislang als Cutter in Erscheinung getretene Mark Helfrich […] mit der attraktiven Jessica Alba […] in Szene gesetzt und liegt damit voll im aktuellen Komödientrend.“ Der Rezensent von cineclub.de bedauert, dass das anfängliche „Gagfeuerwerk […] nach diesem steilen Anstieg stark nachlässt“ und lobt dennoch die Hauptdarsteller, die „alles in allem ein wunderbar komisches Paar auf der Leinwand“ abgeben.